# Honey Bee (Canción de Gloria Gaynor)
«Honey Bee» es una canción interpretada por la cantante estadounidense Gloria Gaynor. Fue grabada a través Columbia Records y lanzada por primera vez en 1973. La canción fue incluida en el álbum Never Can Say Goodbye en 1975.

## Historia
No hay duda de que "Never Can Say Goodbye" de Gloria Gaynor es actualmente uno de los récords de más rápido crecimiento en las listas de Estados Unidos. Después de haber disfrutado de una racha de varias semanas consecutivas como el mejor disco disco de Nueva York, ahora está en las listas de éxitos nacionales y en las listas de R&B y muestra todos los signos de abrirse de par en par. En Gran Bretaña, Gloria está obteniendo considerables ventas y difusión nacional, lo que sugiere que también podría encontrarse con una entrada en las listas en el Reino Unido en un corto espacio de tiempo.
Cuando hablamos con Gloria hace unas semanas en Nueva York (que es su casa, aunque es oriunda de Newark, Nueva Jersey), “Never Can Say Goodbye” mostraba sus primeros signos de triunfar, pero Gloria (una autoconfesada pesimista) dijo que no sentía que lo hubiera logrado todavía. “Es tan fácil tener decepciones y decepciones en este negocio que trato de no emocionarme demasiado cuando parece que va a suceder algo bueno. De esa manera, cuando suceden cosas buenas, puedo apreciarlas más. Cuando el disco realmente haya llegado hasta el final de las listas de éxitos, entonces sentiré que he llegado a alguna parte. Seguro. Es genial ver que se venda y, por supuesto, estoy muy contento con todo el interés que se está mostrando. Y, por supuesto, tener el disco tan bien en las discotecas, ya sabes, ahí es donde empezó todo. Es lo mismo con mi versión anterior. "Abeja". Pero eso no cruzó el 'pop' como lo está haciendo este ".
“Honeybee” fue uno de los discos disco más grandes de Gran Bretaña cuando finalmente se lanzó a principios de este año. Desafortunadamente, uno de esos casos clásicos en los que un buen disco se pierde y pierde gran parte de su impacto en las ventas debido a las fuertes ventas de importación antes de este lanzamiento original en CBS en el Reino Unido. Pero la historia detrás de "Honeybee " es bastante interesante en sí misma. Bueno, lo cortamos originalmente alrededor de diciembre del 73. Lo habían escrito para mí los Steals Brothers en Filadelfia y lo publicamos a través de Columbia, con quien estaba contratado. Desafortunadamente, en ese momento, la empresa estaba pasando por esa gran payola y eso realmente afectó la forma en que estaban trabajando el producto. El resultado fue que nunca se quedaron atrás del disco como debían. Todos sentimos que era un pop fuerte sonido comercial porque no soy el tipo de artista que vende R&B puro. El disco realmente llegó a los 30 en las listas de soul, pero no avanzó demasiado, en cuanto al pop, que es donde debería haber sucedido. De todos modos, todo el mundo estaba bastante disgustado con la forma en que "Honeybee" acababa de dejarse, así que mi manager, Jay Ellis, acaba de comprar las cintas de CBS. Cuando finalmente los obtuvimos, se los vendimos aMGM y lo apagan ". 
Una vez más, Gloria siente que la compañía no apoyó completamente el disco como debería y el lapso de tiempo entre CBS retirando el sencillo y MGMsacarlo de nuevo acabó con muchas ventas potenciales. Pero lo que seaMGMperdido en eso, se compensaron con la actualización de Gloria del éxito de Jackson Five. “Aunque no he sido un nombre en las listas, he estado trabajando sólidamente tocando en clubes de la costa este durante casi dos años y una de las canciones que siempre hemos hecho es“ Never Can Say Goodbye ”. Entonces, cuando llegó el momento de hacer otra sesión paraMGM, Sugerí que lo intentáramos, con un tempo diferente al de la versión original. Mi gerente investigó lo que queríamos hacer, así es como lo hicimos. No, no me preocupaba hacer una canción que antes era muy conocida porque mi versión es diferente. Y, la canción tiene casi cinco años ahora, así que ya no es como si fuera nueva ".

La inicial de Gloria en el entretenimiento se remonta a 1965 cuando trabajó "¡durante unos dos meses!" y aunque quería volver a hacerlo, le pareció difícil y abandonó toda la idea hasta 1971. “Un vecino me había escuchado cantar y un día estábamos en este club y le sugirió al dueño que intentara trabajar. aquí. Bueno, aproveché la oportunidad porque tenía muchas ganas de volver. Mi gerente se encontró conmigo unos meses después de eso y, como digo, he estado trabajando desde entonces. Viajamos con una banda de cinco integrantes (puede que agreguemos algunas cantantes de acompañamiento más tarde) y hemos tocado en clubes nocturnos, discotecas, todo. Lo que trato de hacer es trabajar en diferentes rutinas para los diferentes lugares ". 
El siguiente paso en la carrera de Gaynor es un álbum para MGMy Gloria informa que está casi completo. “Tenemos suficientes pistas para el álbum, pero no queremos hacerlo hasta que tengamos uno o dos sencillos más que realmente sucedan. Muy a menudo sucede que un artista se apresura a hacer un álbum con un solo éxito real detrás de él, y el álbum nunca lo logra. Oh, ya tenemos un seguimiento de "Never Can Say Goodbye" grabado y es otro viejo. ¡Pero no quiero decir qué todavía, en caso de que alguien más entre y lo haga! Todos pensamos que es más fuerte que "Adiós". Naturalmente, espero que sí y que este sea el indicado. ¡Pero estoy decidido a asegurarme de construir mi carrera porque no quiero ser un viejo de oro antes de tiempo! "
Una mirada a la encantadora Miss Gaynor les asegurará a todos que no hay posibilidad de eso y si continúa haciendo discos de primera clase del calibre de “Never Can Say Goodbye”, no hay duda de que esto es solo el comienzo para ella.

## Videoclip
Existe un videoclip filmado en Nueva York filmado en a comienzos de diciembre de 1973, en el se aprecia en un puerto a Gaynor y sus hermanas caminando para luego pasar fragmentos de Gaynor joven, las tres están vestidas de blanco bailando al ritmo de la canción.